# West Kensington (Metropolitano de Londres)
West Kensington é uma estação da linha District do Metrô de Londres em West Kensington. Ele está localizado na North End Road (B317) perto de sua junção com West Cromwell Road /Talgarth Road (A4).
A estação fica entre Earl's Court e Barons Court e está na Zona 2 do Travelcard.
A estação está situada num corte com a bilheteira ao nível da rua.

## História
A estação foi inaugurada pela District Railway (DR, agora a linha District) em 9 de setembro de 1874 como 'North End (Fulham)' quando abriu sua extensão de Earl's Court a Hammersmith. Foi renomeada West Kensington em 1877. Apesar do nome, a estação está localizada em Hammersmith e Fulham.
Em 5 de maio de 1878, a Midland Railway começou a operar um serviço circuituoso conhecido como "Super Outer Circle" de St Pancras a Earl's Court via Cricklewood e South Acton. O serviço não foi um sucesso e foi encerrado em 30 de setembro de 1880.
O edifício de entrada foi reconstruído em 1927. O projeto, de Charles Holden, utiliza materiais e acabamentos semelhantes aos que Holden usou na extensão de Morden da linha Northern, inaugurado em 1926.
Em 2009, devido a restrições financeiras, a TfL decidiu interromper os trabalhos num projeto para fornecer acesso sem degraus em West Kensington e em cinco outras estações, alegando que estas são estações relativamente calmas e algumas já estão a uma ou duas paragens de distância de uma estação sem degraus existente. As estações Earl's Court e Hammersmith, que têm acesso sem degraus, ficam, respectivamente, uma parada a leste e duas paradas a oeste.

## Serviços
O padrão de serviço fora do horário de pico é:
- 6 trens por hora para Ealing Broadway
- 6 tph para Richmond
- 12 tph para Upminster.

## Conexões
As rotas de ônibus de Londres 28, 306 e a rota noturna N28 atendem a estação.